# سیارک ۷۳۴۲
سیارک ۷۳۴۲ (به انگلیسی: 7342 Uchinoura، نامگذاری:1992FB1) هفت هزار و سیصد و چهل و دومین سیارک کشف شده‌است که در ۲۳ مارس ۱۹۹۲ کشف شد.
قدر مطلق سیارک برابر ۱۲٫۶۰ است.